# Aloysius Pazheparambil

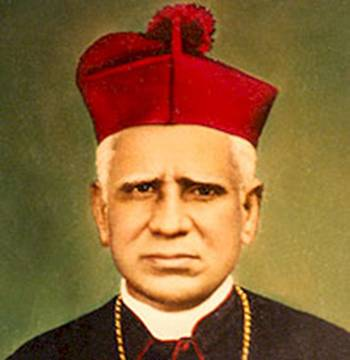
Mar Aloysius Pazheparambil

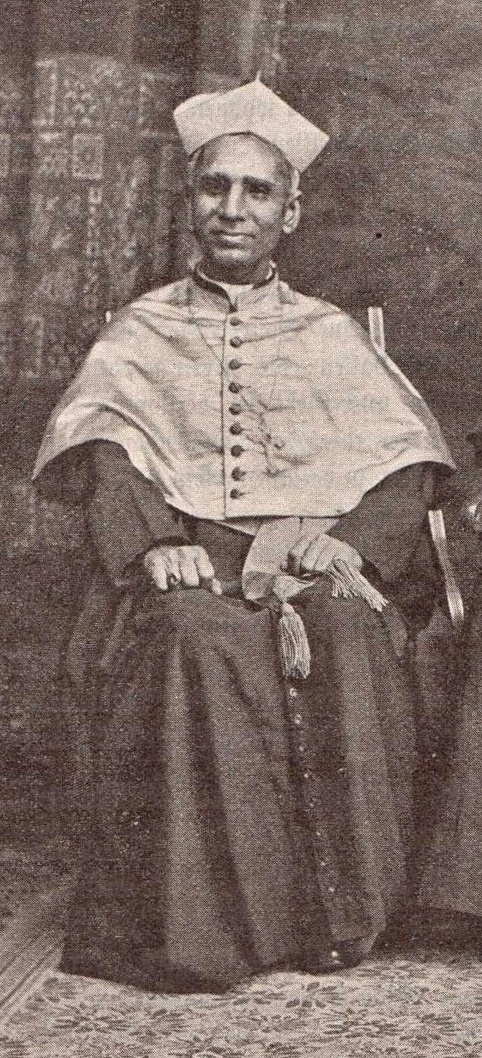
Mar Aloysius Pazheparambil, 1896

Mar Aloysius Pazheparambil, oft auch Pareparambil (Malayalam മാർ ലൂയിസ് പഴേപറമ്പിൽ Mār Lūyis Paḻēpaṟampil; * 25. März 1847 in Pulinkunnu bei Alleppey, Kerala; † 9. Dezember 1919 in Ernakulam, Kerala) war Titularbischof und erster Apostolischer Vikar des syro-malabarischen Vikariats Ernakulam.

## Leben und Wirken

### Karmelit und Priester
Aloysius Pazheparambil wurde in Pulinkunnu bei Alleppey geboren. In dieser bedeutenden Pfarrei der katholischen Thomaschristen gründete der Selige Kuriakose Elias Chavara 1861 das fünfte Kloster seines Männerordens der Carmelites of Mary Immaculate, in den Pazheparambil eintrat und am 4. Dezember 1870 die Priesterweihe empfing.
Zu jener Zeit unterstanden die dortigen katholischen Thomaschristen, gemeinsam mit den lateinischen Katholiken, noch dem Apostolischen Vikar von Verapoly. Es kam immer wieder zu Reibereien, da diese lateinischen Bischöfe nur wenig Verständnis für die ihnen fremde Liturgie der Thomaschristen aufbrachten und eine mehr oder weniger starke Angleichung an den lateinischen Ritus anstrebten. Wie schon öfter in der Vergangenheit kam es 1874 durch einen vom syro-katholischen Patriarchat Babylon nach Indien entsandten Bischof namens Elias Mellus, der ohne Erlaubnis Roms unter den Thomaschristen arbeitete, zu einer großen Verwirrung. Aloysius Pazheparambils Orden der Carmelites of Mary Immaculate gehörte zu den treuesten Verteidigern der kirchlichen Einheit und bekämpfte den illegal wirkenden Bischof Mellus nachhaltig. Wenngleich Mellus schließlich einlenkte, driftete ein Teil seiner Anhänger in ein Schisma und spaltete sich von der katholischen Kirche ab. Vor diesem Hintergrund und um solche schädlichen Entwicklungen zukünftig zu vermeiden, forderte eine Gruppe von 10 Mönchen der Carmelites of Mary Immaculate die Einsetzung von katholischen Bischöfen ihres eigenen Ritus, um über sie zu regieren. Pater Aloysius Pazheparambil war das Haupt und der Sprecher dieser Gruppe und wurde deshalb 1875, zusammen mit allen anderen, von Leonardo Mellano, dem Apostolischen Vikar von Verapoly, aus dem Orden ausgestoßen.
Papst Leo XIII. griff jedoch schon bald diesen Gedanken auf, löste 1887 die katholischen Thomaschristen, die heutigen Syro-Malabaren, generell aus der lateinischen Jurisdiktion heraus und errichtete exklusiv für sie die beiden Apostolischen Vikariate Trichur sowie Kottayam, unter den lateinischen Bischöfen Adolph Edwin Medlycott und Charles Lavigne. Beide standen den Thomaschristen und ihrem Ritus aufgeschlossen gegenüber und bereiteten den Übergang an einheimische Bischöfe vor. Dies geschah 1896, als Medlycott und Lavigne auf päpstliche Anweisung resignierten und aus ihren zwei Vikariaten Trichur und Kottayam die drei Vikariate Trichur, Ernakulam und Changanacherry entstanden. In jenem Jahr traten erstmals syro-malabarische Titularbischöfe als Apostolische Vikare an die Spitze der Sprengel. Einer davon, der Apostolische Vikar von Ernakulam, war Aloysius Pazheparambil.

### Bischof und Apostolischer Vikar

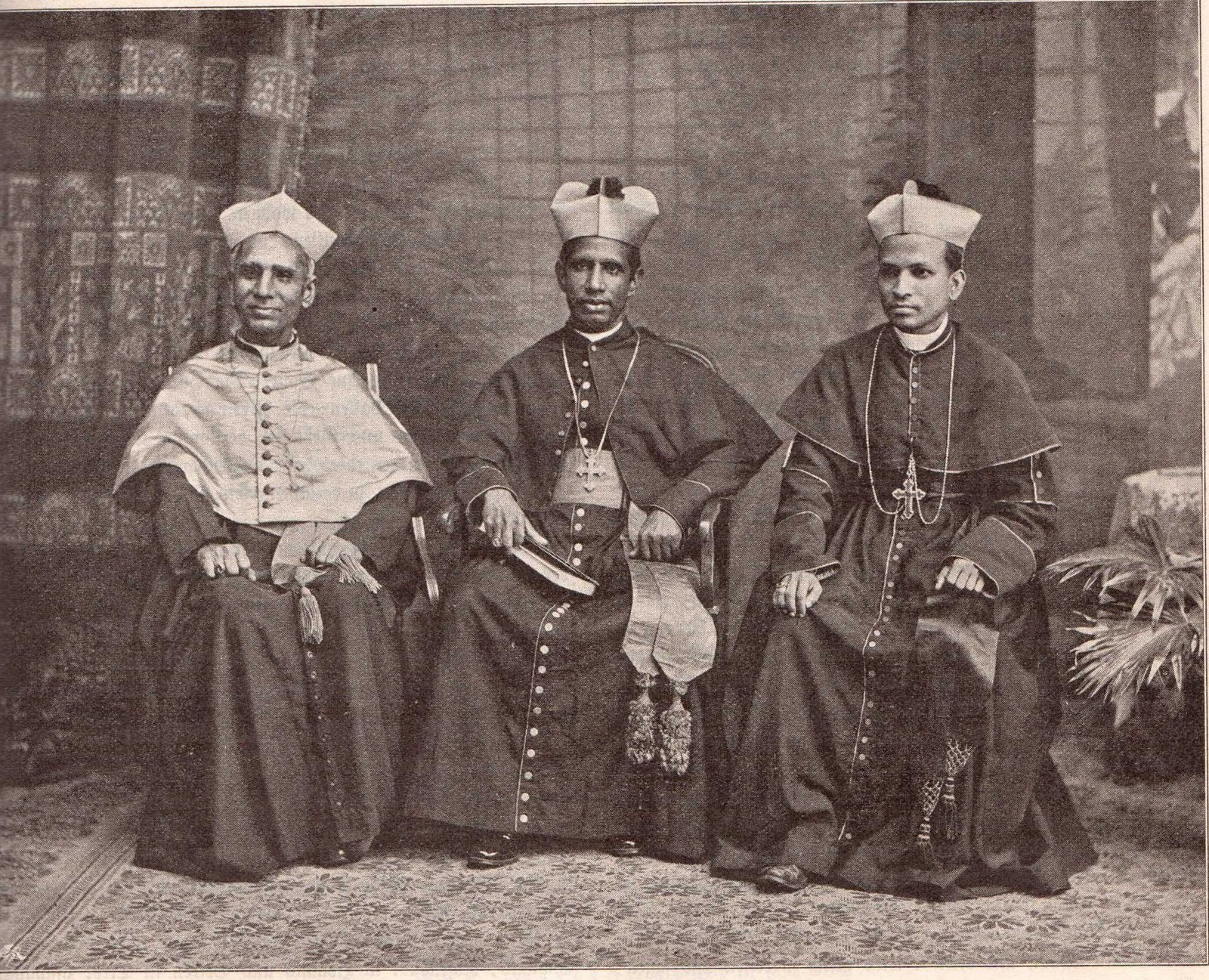
Die drei neuen Apostolischen Vikare der katholischen Thomaschristen in Indien, 1896. Von links: Aloysius Pazheparambil, Mathew Makil, John Menachery

Aloysius Pazheparambil gehörte zu den engsten Mitarbeitern der Bischöfe Adolph Edwin Medlycott und Charles Lavigne. Am 11. August 1896 bestimmte man ihn zum Titularbischof von Tymandus und zum Apostolischen Vikar des neuen Sprengels Ernakulam. Die Bischofsweihe erteilte ihm der Apostolische Delegat von Ostindien, Erzbischof Ladislaus Zaleski am 25. Oktober desselben Jahres, in seiner Residenz Kandy (Sri Lanka). Am 5. November 1896 trat Pazheparambil die Regierung seines Bistums an, das er mit großem Geschick und Eifer bis zu seinem Tod im Jahre 1919 leitete. Ihm fiel die Aufgabe zu, alle diözesanen Strukturen neu aufzubauen, ebenso wie seinen Ritus nach Jahrhunderten der Unterdrückung wieder zu entfalten.
Er wurde beigesetzt in der (alten) Kathedrale St. Mary von Ernakulam, die inzwischen einem Neubau gewichen ist. Dort hat man seine Gebeine im März 1974 neu bestattet. Sein bischöflicher Nachfolger Mar Augustine Kandathil, ab 1923 der erste Erzbischof der syro-malabarischen Kirche, ließ ihm folgende Grabinschrift setzen:

„Ein Prälat mit besonderer Verehrung der Jungfrau Maria, einfach in seiner Art, bescheiden in seinem Benehmen, immer ergeben an die Interessen seines Ritus und seiner Nation, unerschütterlich in seinen Entschlüssen, aber taktvoll in der Ausführung, ein Gelehrter, ein Linguist, ein Historiker und Diplomat – er war ein großer Inder.“